# 学習

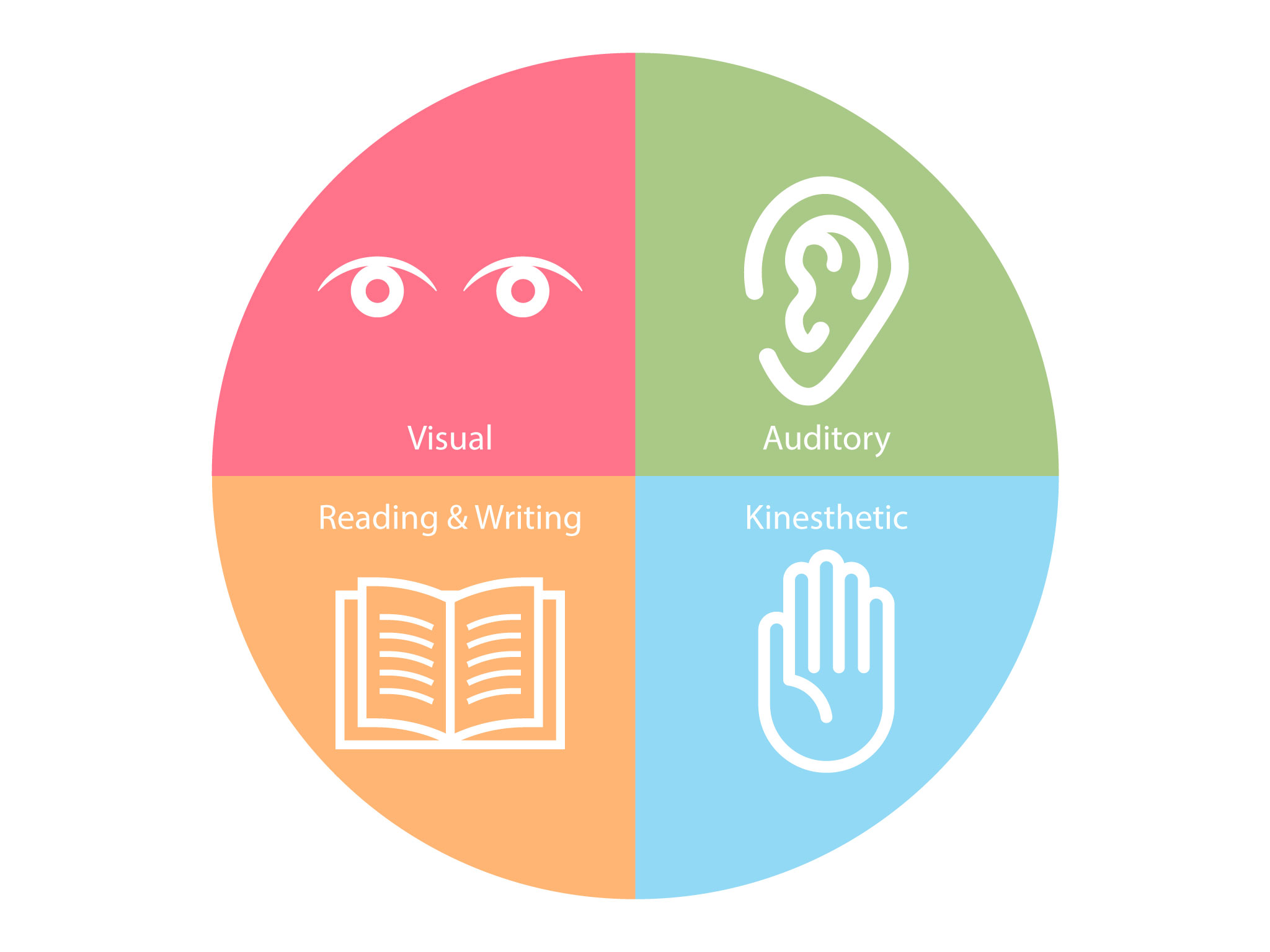
神経言語プログラミング(NLP理論)の代表であるVARKモデル。
V（Visual、視覚）
A（Auditory、聴覚）
reading & writing（読み書き）
K（Kinestic、触覚）。
自分の感覚に合った学習法を見つけるのが効果的とされる。

学習（がくしゅう）とは、知識、行動、スキル（能力）、価値観、選考（好き嫌い）を、新しく獲得したり、修正したりすることである。生理学や心理学においては、経験によって動物（人間を含め）の行動が変容することを指す。繰り返し行う学習を練習（れんしゅう）という。又は一度行った学習をもういちど学習することを、復習という。先延ばしは、学習において克服すべき最大の問題である。

## 一般的な学習
一般的には、経験を通じて行動に持続的な変化が生じる、ないし行動パターンが変化する現象のことを学習と定義する。学びと呼ばれることもある。学校における学習は、広く明示された教育目的や教育目標などに基づいて教員が支援するものであり、学習者が主体となって進められる。
行動パターンの変化には、学習以外にも、疲労や動機づけによる一過性の行動変化や成熟による発達による行動形成などがあり、学習はそれらと分別される。

### 学習と教育
学校における学習は、教師の視点から見れば教育であるが、学生生徒の視点から見れば学習である。 
独学の場合は学習である。
教育については教育学という学問が確立されている。それに対して、近年認知科学（認知心理学）や脳科学をベースにした学習科学という分野が起こりつつある。

### 集団レベルでの学習
ローマクラブ（1970年設立）の第6報告書「限界なき学習」（1980年）刊行後、学習は個人単位のものだけでなく、集団・社会・国家などの単位でも行われる活動であるという考えが広まっている。集団でも過去の失敗や先例から学習することがあるし、また、学習できるはずであり、国際的な民族、国家間の紛争や経済支援も互いにその原因と背景を学ぶことにより解決の方途を探ることができると考えられるようになってきた。今日、国際連合やOECDなどの報告の中には、この意味で用いられた教育・学習という単語が散見されるようになっている。こうした見方は、国際理解教育（World Studies）という名前で小中学校の教育活動にも一部取り込まれている。

## 心理学における学習
心理学における学習は、一般的な学習という言葉よりも広い意味を持つ。学校や塾で行われる勉強だけでなく、自転車をこげるようになったり、料理を作れるようになる事も心理学における学習には含まれる。練習量と反応時間の関係は学習曲線によって表される。なお、このような考え方は、教育現場でも用いられる。

### 集中学習と分散学習
時間間隔を置かずに学習する事を集中学習（massed learning）という。時間間隔を置いて学習する事を分散学習（spaced learning）や間隔反復（spaced repetition）という。ハーバード大学医学部によると、2021年6月8日発表された研究では、練習セッションの合間に短い休憩を取ることも、新しいスキルを習得するために不可欠であることを示している。記憶と学習を最大化するために短い休憩を取ることは大事であり、10秒間学習して、続いて10秒間の休憩を取り、という極めて短時間の間隔反復も非常に重要である。
次のような理由で、一般的には分散学習のほうが効率的だと言われている。
- 分散学習では、休憩中に学習した内容をリハーサルする事が可能である。
- 分散学習の方が、学習対象に注意を集中しやすい。
- 分散学習の方が、様々な視点から学習対象の符号化を行いやすい。

### 全体法と部分法
始めから終わりまでまるごと学習する事を全体法という。全体法は全習法とも呼ばれる。
一般的には、全体法の方が効率的だと言われている。
部分に分割して、部分ごとに学習する事を部分法という。部分法は分習法とも呼ばれる。
知能が高い人や年長者、学習が進んだ状態では全習法の方が効率的である。
知能が高くない人や年少者、学習が進んでいない状態では分習法の方が効率的である。

### 連合学習
連合学習（associative learning）とは、
人や動物が2つの刺激やイベントについて、その関連を学習するプロセスである。古典的条件づけでは、中性刺激によって希望する応答が引き出されるようになるまで、中立刺激と反射誘発刺激を繰り返し対にして実施する。オペラント条件付けでは、刺激によって強化もしくは弱化される行動が、その刺激下で多かれ少なかれ発生するようになる。

#### オペラント条件づけ
オペラント条件づけにおいては、頻度や形態を変更させたい行動の後に、強化（報酬）もしくは弱化が与えられる。行動/結果が生じたときに現れる刺激によって、これら行動の変化をコントロールする。

#### 古典的条件づけ
古典的条件づけ（classical conditioning）の典型的なパラダイムでは、無条件の刺激（必然的に反射的応答を引き起こす）を、別の中性刺激（通常は応答を誘発しない）と繰り返しセットにして与える。
典型的な例はパブロフの犬である。
彼の犬は肉粉を食べると、自然に唾液が反射刺激として分泌される。肉粉は無条件刺激（US）であり、唾液分泌は無条件応答（UR）である。パブロフは肉粉を与える前にベルを鳴らした。最初にパブロフがベルを鳴らしたとき（中立刺激）は犬は唾液を出しておらず、犬が口の中に肉粉を入れた後にはじめて唾液を出した。ベルと食物を数々に組み合わせていった後、ようやく犬は、ベルは食べ物が近づいてきたことを告げると学習し、ベルを聞いたときに唾液を出すようになった。これが起こると、ベルは条件刺激（CS）となり、鐘への唾液分泌は調整応答（CR）となった It was recently also demonstrated in garden pea plants.。

#### 観察学習
観察学習（observational learning）とは、他人の行動を観察することによって生じる学習である。それは様々なプロセスに基づいて多様な形をとる、社会学習の一形態である。人間においてはこのような学習法は必ずしも強化を必要としないが、代わりに親、兄弟、友人、または教師などの社会モデルが必要となる。

#### 刷り込み
刷り込み（Priming）とは、特定の発達段階で発生する学習の一種であり、行動の結果から迅速かつ明らかに独立している。幼体における刷り込みでは、若い動物（とりわけ特に鳥類）や別の個体がある場合には、対象となる物体との関連を学習し、それらは親の場合と同様に反応する。

## コンピュータ
コンピュータによる解の探索などにおいて、直接にその解法を与えられるのではなく、試行錯誤とその結果をフィードバックすることによってよりよい解法へ近づいていくシステムなどの動作を指して学習などと言うことがある。
コンピュータの分野の学習としては、日本語入力システムの変換結果学習、ニューラルネットワークの学習 などが挙げられる。

### スキーマと学習
新しいスキーマ（一般に、物事を理解したり、一連の行動をとったりする際に利用される体系的な知識のことを、スキーマと呼んでいる）をつくることを構造化という。もともとのスキーマに新しい知識を加えることをつけ加えという。もともとのスキーマを新しい目的に合うように変形することを同調という。プログラムとして学習を組織する場合、以上のような一連のスキーマの形成・変形が行われるようにする。

### 一般的な学習
- 稽古
- 学習教材、参考書、問題集、コピーブック（英語版）（手本が示され、手本通りに模写して習字する本）
- 学校⚪︎学習塾⚪︎生涯学習
- 記憶術、暗記(暗記学習（英語版）)、単語帳(暗記カード)
- 勉強法（英語版）
  - 多読法（英語版）
- 穴埋め問題（英語版）、文章完成法

### 指導者側のスキル
- 教育方法学、学習指導案、コーチング、教育工学

### コンピュータと学習
- 機械学習
- ニューラルネットワーク
- パーセプトロン